# 1117
1117 (MCXVII) fue un año común comenzado en lunes del calendario juliano.

## Acontecimientos
- 3 de enero: en Italia, un terremoto de 6,9 devasta gran parte del centro norte del país, en particular Verona, dejando un saldo de unos 30.000 muertos.
- Tarragona es reconquistada por Ramón Berenguer III a los árabes y cedida a Olegario, obispo de Barcelona.
- En Polonia se registra la primera mención de la aldea de Oświęcim.
- En Santiago de Compostela (Galicia) se realiza un levantamiento comunal contra Diego Gelmírez.
- Se realiza el primer registro del uso de una brújula (compass, en inglés) con fines de navegación.

### América
- En el Anáhuac, los mexicas llegan a Coatl Ycamac (Coatepec) y Cuexteca Ichocayan según el códice Boturini.

## Fallecimientos
- Pedro Ansúrez, noble español, señor de Valladolid.
- Anselmo de Laón, teólogo francés.